# Стив Неш
Стивен Џон Неш (енгл. Stephen John Nash; Јоханезбург, 7. фебруар 1974) бивши је канадски кошаркаш, а садашњи кошаркашки тренер. Играо је на позицији плејмејкера. Тренутно је без ангажмана.
Изабран је у 1. кругу (15. укупно) NBA драфта 1996. године од стране Финикс Санса. Играјући за Далас Мавериксе и Финикс Сансе, Неш је остварио неколико индивидуалних и тимских успеха. Два пута је проглашен за најкориснијег играча NBA лиге, два пута био победник Скилс челинџа. Неш је седмоструки NBA Ол-стар и седам пута је изабран у Ол-NBA екипу. Своју каријеру започео је у Финикс Сансима али је након две сезоне трејдован у Далас Мавериксе. У трећој сезони са Мавериксима, Неш је остварио свој први наступ на Ол-стар утакмици а исте сезоне, заједно са Дирком Новицким и Мајклом Финлијем, одвео екипу до финала Западне конференције. 2004. године, Неш се вратио у редове Санса и већ је у првој сезони одвео екипу до финала Западне конференције и за своје сјајне наступе проглашен је за најкориснијег играча лиге. Идуће сезоне, Неш је поново проглашен за најкориснијег играча лиге. Треће узастопне сезоне завршио је као други најкориснији играч лиге. Неш је једини плејмејкер који у каријери има успешност шута за два поена виши од 50%, шут за три поена виши од 40% и шут са линије слободних бацања виши од 90%.

## Младост
Стив Неш је син британских држављана. Рођен је 7. фебруара 1974. у Јоханезбургу у Јужноафричкој републици. Када је имао 18 месеци заједно се с породицом прво преселио у Канаду у град Реџајну, касније у Ванкувер, а коначни смештај пронашли су у главном граду Британске Колумбије, Викторији. У детињству је играо фудбал и хокеј на леду, а кошарку је почео играти негде између 12 или 13 године. Међутим, у осмом разреду рекао је мајци да ће једног дана заиграти у NBA и да ће постати кошаркашка звезда.
Неш је прво похађао средњу школу Монт Даглас Секендари Скул, али како је пао један разред његови родитељи су одлучили да га упишу у приватну школу Сентт Мајклс Јуниверсити Скул. Тамо је играо у кошаркашкој, фудбалској и рагбијској школским екипама. Неш је кошарци током последње средњошколске године у просеку постизао трипл-дабл учинак од 21/03 поена, 01/09 скока и 02/11 асистенције по утакмици. Те исте сезоне одвео је своју екипу до наслова државног првака Британске Колумбије ААА и изабран је за играча године.

## Универзитетска каријера
Иако је његов средњошколски тренер Ијан Хајд-Леј послао преко 30-ак молби различитим америчким универзитетима за Нешов даљи наставак образовања, Неша су на крају сви универзитети одбили, све док главни тренер универзитета Санта Кларе, Дик Дејви није видио видео-снимак његових игара. После разговора са Нешом, Дејви је изјавио да је „нервозан као у паклу и нада се да га представник неког другог универзитета неће приметити“. Међутим, исто је тако изјавио да је Неш „најгори одбрамбени играч“ којег је икад видио.
Неш је на крају прихватио стипендију Санта Кларе. У то време, прошло је пет година од задњег појављивања Бронкоса на великом НЦАА турниру. То се променило тако што је Неш предводио Бронкосе до наслова првака Вест Вост конференције и изненађујуће победе у првом кругу против другог носиоца НЦАА турнира Аризоне вајлдкатса. У тој утакмици је у последњих 30 секунди искористио 6 узастопних слободних бацања. Нажалост, Санта Клара је већ у дугом кругу поражена од универзитета Темпле. Следеће године Бронцоси нису успели поновити прошлу сезону, а сезону су завршили са скором 5-7 утакмица. У сезони 1995./95. дошло је до смене генерација, а Неш је предводио нову екипе до врха Вест Кост конференције и на крају је изабран за играча године истоимене конференције.
Неш је поново предводио Бронцосе до НЦАА финала, али су ондје били поражени од универзитета Мисисипи стејт. После те сезоне, Неш се двоумио између одласка у професионалце или останка на универзитету. Како није био сматран перспективним играчем првог круга, Неш је одлучио да проведе још једну годину на универзитету. У сезони 1995./96. привукао је пажњу медија и NBA скаута. Прошлогодишње лето провео је тренирајући са канадском репрезентацијом и играјући против NBA играча попут Џејсон Кида и Герија Пејтона. Санта Клара је другу годину заредом освојила Вест Кост конференцију, а Неш је још једном изабран за играча године истоимене конференције. Неш је у првом кругу НЦАА турнира против седмог носиоца Мериленда предводио своју екипу до победе са 28 поена, али су Бронцоси испали у другом кругу од Канзаса.
Током универзитетске каријере постао је први асистент Санта Кларе са 510 асистенција. Био је водећи и у категорији проценту слободних бацања (86,2%) и погођених тројки (263/656). Био је и трећи стрелац универзитета са 1.689 поена. У септембру 2006, Санта Клара је пензионисала Нешов дрес са бројем 11 и тиме је постао први играч тог универзитета који је добио то признање.

### NCAA статистика
| Година  | Клуб                    | Ута. оди. | Ута. поч. | Мин. | 2п%  | 3п%  | Сл. бац.% | Скок. | Асист. | Укр. лоп. | Блок. | Кошева |
| ------- | ----------------------- | --------- | --------- | ---- | ---- | ---- | --------- | ----- | ------ | --------- | ----- | ------ |
| 1992–93 | Санта Клара универзитет | 31        | ...       | 24,0 | 42,4 | 40,8 | 82,5      | 2,5   | 2,2    | 0,8       | 0,1   | 8,1    |
| 1993–94 | Санта Клара универзитет | 26        | ...       | 29,9 | 41,4 | 39,9 | 83,1      | 2,5   | 3,7    | 1,3       | 0,0   | 14,6   |
| 1994–95 | Санта Клара универзитет | 27        | ...       | 33,4 | 44,4 | 45,4 | 87,9      | 3,8   | 6,4    | 1,8       | 0,1   | 20,9   |
| 1995–96 | Санта Клара универзитет | 29        | ...       | 33,8 | 43,0 | 34,4 | 89,4      | 3,6   | 6,0    | 1,3       | 0,0   | 17,0   |
|         | Укупно                  | 113       | ...       | 30,1 | 43,0 | 40,1 | 86,7      | 3,1   | 4,5    | 1,3       | 0,1   | 14,9   |

## NBA

### Финикс Санси
После положене матуре из социологије, Неш је као петнаести избор NBA драфта 1996. одабран од стране Финикс Санса. После даље расправе око избора на драфту, навијачи Санса су били разочарани избором релативно непознатог играча са малог универзитета. Иако је Неш имамо задивљујућу универзитетску каријеру, остали су сматрали да је непознат због тога што није играо ни у једној од најбољих универзитетских конференција. Неш је прве две године у NBA провео као замена за Кевина Џонсона и Сема Касела, а касније и за Џејсона Кида. У руки сезони је имао малу минутажу (04/10), а током друге године минутажа му се драстично повећала. Ипак, Канађанин није дуго остао у Фениксу. Док је похађао универзитет Санта Клара, Неш се срео са својим пријатељем, помоћним тренером Далас Маверикса, Донијем Нелсоном који је у то време радио у Голден Стејт Вориорсима. Нелсон је након одлазака у Далас уверио свог оца Дона Нелсона како је Неш прави избор за Мавериксе. После NBA драфта 1998. године, Неш је мењан у Далас за Мартина Мурсепа, Буба Велса, права на Пат Гаритија и избор првог круга драфта.

### Далас Маверикси
Неш се у Даласу развио у једног од најбољих плејмејкера NBA лиге. Током скраћене NBA сезоне 1998./99. одиграо је свих 50 утакмица регуларног дела и у просеку је постизао 09/07 поена, 09/02 скокова и 05/05 асистенција по утакмици. Следеће сезоне је због повреде колена пропустио 25 утакмица регуларног дела, али се на паркет вратио месец дана пре краја сезоне са шест узастопних дабл-дабл учинака. Сезону је завршио са 06/08 поена и 09/04 асистенција по утакмици. За екипе је још важнији био препород у игри Дирка Новицког у који је у својој другој сезони буквално „експлодирао“ у најбољег играча лиге, Мајкл Финли је постао играчем Ол-стар калибра, а Маверикси су добили новог власника милијардера Марка Кјубана који је екипу касније дословно вратио у врх најбољих NBA екипе.
Неш је у сезони 2000./01. доживео прави препород; просечно је постизао 15/06 поена и 07/03 асистенција и заједно са Новицким, Финлијем и Џуваном Хауардом чинио главни нападачки квартет Маверикса. Далас је по први пут после десет година изборио доигравање и стигао до полуфинала Западне конференције, где су изгубили од Сан Антонио Спарса. Неш је у сезони 2001./02. постизао рекордних 17/09 поена и 07/07 асистенција, и на крају сезоне по први пут у каријери изабран на NBA Ол-стар утакмицу и Ол-NBA трећу петорку. Уврштавање на Ол-стар утакмицу довело је до велике медијске пажње, што на телевизији, што на рекламама и заједно са Финлијем и Новицким је чинио „Велику тројку“ Даласа. Далас је још једном изборио доигравање, али овај пут су испали у полуфиналу конференције од Сакраменто Кингса.
Неш је одиграо приближно сличну сезону као прошлогодишњу и у просеку постизао 17/07 поена и 07/03 асистенција по утакмици. Поново је изабран на Ол-стар и у Ол-NBA трећу петорку. Заједно је у тандему са Новицким предводио екипу до 14 узастопних утакмица без пораза и стигао до финала Западне конференције, у којем су изгубили од каснијих шампиона Сан Антонио Спарса. То је било тек друго финале Западне конференције у историји Далас Маверикса. У сезони 2003/04. се појавио офанзивни састав Даласа (довођење Антони Валкера и Антавна Џамисона), али Нешсе није успео остварити бољи нападачки учинак. Као резултат тога није изабран на Ол-стар и Ол-NBA екипу, иако је у просеку постизао рекордних 08/08 асистенција и 91,6% шута са линије слободних бацања. Далас је као пета екипа Запада успела остварити још једно доигравање, али поново су за њих били кобни Сакраменто Кингси.
После 2003/04. сезоне, Неш је постао слободан играч и преговарао је са Кјубаном око новог вишегодишњег уговора. Кјубан је око тада младог Новицког хтео изградити нову екипе за будућност франшизе и није желео да ризикује са вишегодишњим уговором са ветеранским играчима, и понудио је Нешу четворогодишњи уговор вредан око 9.000.000 $ по сезони, с могућношћу продужења на још једну годину. Финикс Санси су са друге стране понудили Нешу шестогодишњи уговор вредан 63.000.000 $. Неш је поново хтео да преговара са Кјубаном, али он је то одбио и тако је Неш нерадо напустио Далас и отишао у Сансе. Неш је касније освојио две награде за најкориснијег играча NBA лиге.

### Повратак у Финикс Сансе
Неш се придружио Сансима у јеку стварања нове подмлађене екипе предвођене са Шон Марионом, Џо Џонсоном и Амаром Стодемајером. У сезони пре Нешовог доласка, Санси су остварили скор 29-53 и прогнозирали су им још једну лошу сезону. Главни тренер екипе Мајк Д'Антони фаворизирао је брзи и нападачки стил игре, а за такав систем игре били су потребни мањи играчи, и играчи атлетске грађе који ће бити у могућности да побегну противничким играчима и остварити слободан шут. Неш се убрзо привикао на такав стил игре и атлетицизмом својих саиграча одвео Сансе до најбољег скора у лиги 62-20, и Санси су постали најефикаснија екипа са просечно 110,4 поена по утакмици. После великог обрта у историји франшизе, Неш је у просеку постизао 04/11 асистенције по утакмици, уз 50,2% шута из игре и 43,1% иза линије за тројке. Освојио је награду за најкориснијег играча регуларног дела NBA лиге 2004./05. и постао први Канађанин који је освојио ту награду. Уз то постао је тек трећи плејмејкер (прва два су Меџик Џонсон и Боб Кузи) у историји NBA лиге који су освојили ту награду. У доигравању су Санси најпре у четири утакмице савладали Мемфис Гризлије, а касније у шест утакмица Далас Мавериксе. Санси су први пут после 1993. изборили финале Западне конференције, али су у пет утакмица изгубили од каснијих шампиона Сан Антонио Спарса.
Следеће сезоне је Стодемајер претрпио врло озбиљну повреду колена, а Џонсон и Квентин Ричардсон су били трејдовани. Због тога Санси нису очекивали успешну сезону, али Неш је преузео улогу вође на паркету и одвео екипу до скора 58-24 и наслова дивизијског првака. Санси у поново били најефикаснија екипа NBA лиге и имали чак седам играча који у просеку постизали двоцифрени учинак, а Неш је први пут изабран у почетну петорку Западне Ол-стар конференције. У тој сезони поставио је нове рекорде каријере у поенима (18/08), скоковима (04/04), проценту шута (51,2%), проценту слободних бацања (92,1%) и асистенцијама (10,1). Другу годину заредом освојио је награду за најкориснијег играча лиге. У првом кругу доигравања, Санси су надокнадили 1-3 против Лос Анђелес Лејкерсиа и прошли серију са укупних 4-3. У полуфиналу конференције против Лос Анђелес Клиперса, Сансима је за пролазак било потребно седам утакмица и другу годину заредом пласирали се у финале Западне конференције. Тамо су се Санси суочили са Нешовом бившом екипе, Даласом.
Неш је сезону 2006./07. одиграо у великом стилу; у просеку је постизао 18/06 поена и рекордних 06/11 асистенција по утакмици. Тиме је постао први играчем након Меџика Џонсона који је у сезони 1990./91. у просеку постизао најмање 18 поена и 11 асистенција по утакмици. Добио је највише гласова у избору за Ол-NBA прву пеотрку и у истој петорци придружио се свом саиграчу Стодемајер. Тиме су Неш и Стодемајер први клупски саиграчи, који су после сезоне 2003/04. и Кобеа Брајанта и Шакила О’Нила изабрани у исту петорку. У избору за најкориснијег играча лиге освојио је друго место са 1.013 бодова и 44 прва места. Награду је добио његов бивши саиграч из Даласа, Дирк Новицки. Санси су у првом кругу доигравања у пет утакмица поразили Лејкерсе, али су у полуфиналу Западне конференције у шест утакмица поражени од старих ривала Спурса.
Неш је током сезоне 2007/08. одиграо 81 утакмицу регуларног дела; занимљиво је да је Сансима у веома изједначеној Западној конференцији било потребно 55 победа за шесто место и улазак у доигравање. Иако је његов статистички просек пао у односу на прошле сезоне, Неш је и даље имао велики проценат реализације из игре; прецизност шута му је била на висини МВП сезоне 2005./06. (Шут за два најмање 50%, за тројке најмање 40% и 90% са линије слободних Бацања). 31. јануар 2008. по шести пута у каријери изабран је Ол-стар екипу. Међутим, Нешова екипа је наставила своју агонију у доигравању. Упркос томе што је средином сезоне Шон Марион мењан у Мајами Хит за четвороструког NBA првака Шакил О’Нила, Санси су у првом кругу доигравања поражени од Спурс а то је било по трећи пута у задње четири године.
Пре почетка сезоне 2008/09. на клупи Санса дошло је до промене. Главни тренер Д'Антони напустио је екипе отишао Њујорк Никсе, а на клупу је стигао Тери Портер. Портер је у тим донео нови систем игре, у којем се више придодавало одбрамбеној него нападачкој игри. Санси су се тешко привикавали на нови стил и средином децембра мењали су поузданог Раџу Бела и Бориса Диаву у Шарлот Бобкетсе за крило Џејсона Ричардсона. Међутим, Санси су се и даље мучили са својом игром и након скора од 29-28, Портер је у фебруару добио отказ на месту главног тренера. На клупу је стигао Алвин Гентри, али Санси нису успели ухватити место у доигравању. Неш је тако по први пут након повратка у Финикс пропустио доигравање.
Иако се током лета 2009. спомињао његов одлазак незадовољан ситуацијом у клубу и с обзиром да је већи број главних играча био у комбинацијама за одлазак, Неш се предомислио што се тиче останка и на крају је одлучио да не мења клуб. 21. јула 2009. ставио је потпис на нови двогодишњи уговор са Финиксом који га веже до 2011. године.

### Лос Анђелес Лејкерси
У јулу 2012. године, након укупно 10 сезона одиграних у Сансима, Неш је одлучио напустити Финикс и потписати за Лос Анђелес Лејкерсе.
Дана 21. марта 2015. Неш је објавио да завршава играчку каријеру.

## NBA статистика

### Регуларни део
| Година    | Клуб   | Ута. оди. | Ута. поч. | Мин. | 2п%  | 3п%  | Сл. бац.% | Скок. | Асист. | Укр. лоп. | Блок. | Кошева |
| --------- | ------ | --------- | --------- | ---- | ---- | ---- | --------- | ----- | ------ | --------- | ----- | ------ |
| 1996./97. | Финикс | 65        | 2         | 10,5 | 42,3 | 41,8 | 82,4      | 1,0   | 2,1    | 0,3       | 0,0   | 3,3    |
| 1997./98. | Финикс | 76        | 9         | 21,9 | 45,9 | 41,5 | 86,0      | 2,1   | 3,4    | 0,8       | 0,1   | 9,1    |
| 1998./99. | Далас  | 40        | 40        | 31,7 | 36,3 | 37,4 | 82,6      | 2,9   | 5,5    | 0,9       | 0,1   | 7,9    |
| 1999./00. | Далас  | 56        | 27        | 27,4 | 47,7 | 40,3 | 88,2      | 2,2   | 4,9    | 0,7       | 0,1   | 8,6    |
| 2000./01. | Далас  | 70        | 70        | 34,1 | 48,7 | 40,6 | 89,5      | 3,2   | 7,3    | 1,0       | 0,1   | 15,6   |
| 2001./02. | Далас  | 82        | 82        | 34,6 | 48,3 | 45,5 | 88,7      | 3,1   | 7,7    | 0,6       | 0,1   | 17,9   |
| 2002./03. | Далас  | 82        | 82        | 33,1 | 46,5 | 41,3 | 90,9      | 2,9   | 7,3    | 1,0       | 0,1   | 17,7   |
| 2003./04. | Далас  | 78        | 78        | 33,5 | 47,0 | 40,5 | 91,6      | 3,0   | 8,8    | 0,9       | 0,1   | 14,5   |
| 2004./05. | Финикс | 75        | 75        | 34,3 | 50,2 | 43,1 | 88,7      | 3,3   | 11,5   | 1,0       | 0,1   | 15,5   |
| 2005./06. | Финикс | 79        | 79        | 35,4 | 51,2 | 43,9 | 92,1      | 4,2   | 10,5   | 0,8       | 0,2   | 18,8   |
| 2006./07. | Финикс | 76        | 76        | 35,3 | 53,2 | 45,5 | 89,9      | 3,5   | 11,6   | 0,8       | 0,1   | 18,6   |
| 2007./08. | Финикс | 81        | 81        | 34,3 | 50,4 | 47,0 | 90,6      | 3,5   | 11,1   | 0,6       | 0,1   | 16,9   |
| 2008./09. | Финикс | 74        | 74        | 33,6 | 50,3 | 43,9 | 93,3      | 3,0   | 9,7    | 0,7       | 0,1   | 15,7   |
| Укупно    |        | 934       | 775       | 31,1 | 48,7 | 43,2 | 90,0      | 3,0   | 8,0    | 0,8       | 0,0   | 14,4   |
| Ол-стар   |        | 5         | 1         | 20,8 | 41,7 | 25,0 | 00,0      | 2,6   | 6,0    | 0,6       | 0,2   | 4,4    |

### Плејоф
| Година    | Клуб   | Ута. оди. | Ута. поч. | Мин. | 2п%  | 3п%  | Сл. бац.% | Скок. | Асист. | Укр. лоп. | Блок. | Кошева |
| --------- | ------ | --------- | --------- | ---- | ---- | ---- | --------- | ----- | ------ | --------- | ----- | ------ |
| 1996./97. | Финикс | 4         | 0         | 3,8  | 22,2 | 25,0 | 00,0      | 0,3   | 0,3    | 0,2       | 0,2   | 1,3    |
| 1997./98. | Финикс | 4         | 1         | 12,8 | 44,4 | 20,0 | 62,5      | 2,5   | 1,8    | 0,5       | 0,0   | 5,5    |
| 2000./01. | Далас  | 10        | 10        | 37,0 | 41,7 | 41,0 | 88,2      | 3,2   | 6,4    | 0,6       | 0,1   | 13,6   |
| 2001./02. | Далас  | 8         | 8         | 40,4 | 43,2 | 44,4 | 97,1      | 4,0   | 8,8    | 0,5       | 0,0   | 19,5   |
| 2002./03. | Далас  | 20        | 20        | 36,5 | 44,7 | 48,7 | 87,3      | 3,5   | 7,3    | 0,9       | 0,1   | 16,1   |
| 2003./04. | Далас  | 5         | 5         | 39,4 | 38,6 | 37,5 | 88,9      | 5,2   | 9,0    | 0,8       | 0,0   | 13,6   |
| 2004./05. | Финикс | 15        | 15        | 40,7 | 52,0 | 38,9 | 91,9      | 4,8   | 11,3   | 0,9       | 0,2   | 23,9   |
| 2005./06. | Финикс | 20        | 20        | 39,9 | 50,2 | 36,8 | 91,2      | 3,7   | 10,2   | 0,4       | 0,2   | 20,4   |
| 2006./07. | Финикс | 11        | 11        | 37,5 | 46,3 | 48,7 | 89,1      | 3,2   | 13,3   | 0,4       | 0,1   | 18,9   |
| 2007./08. | Финикс | 5         | 5         | 36,6 | 45,7 | 30,0 | 91,7      | 2,8   | 7,8    | 0,4       | 0,2   | 16,2   |
| Финикс    |        | 102       | 95        | 36,2 | 46,7 | 41,3 | 90,0      | 3,6   | 8,7    | 0,6       | 0,1   | 17,3   |

## Репрезентација
Са кошаркашком репрезентацијом Канаде је био учесник Летњих олимпијских игара одржаних 2000. године у Сиднеју. Остао је упамћен да је скоро сам довео Канаду на прво место у групи Б, и да је скоро сам победио репрезентацију СР Југославије када је одиграо феноменално друго полувреме и био незаустављив за репрезентативце СР Југославије.